# Hrabstwo Seneca (Ohio)
Hrabstwo Seneca (ang. Seneca County) – hrabstwo w stanie Ohio w Stanach Zjednoczonych. Obszar całkowity hrabstwa obejmuje powierzchnię 552,39 mil2 (1 430,63 km²). Według danych z 2010 r. hrabstwo miało 56 745 mieszkańców. Hrabstwo powstało 1 kwietnia 1820 roku, a jego nazwa pochodzi od indiańskiego plemienia Seneków.

## Sąsiednie hrabstwa
- Hrabstwo Sandusky (północ)
- Hrabstwo Huron (wschód)
- Hrabstwo Crawford (południowy wschód)
- Hrabstwo Wyandot (południowy zachód)
- Hrabstwo Hancock (zachód)
- Hrabstwo Wood (północny zachód)

## Miasta
- Fostoria
- Tiffin

## Wioski
- Attica
- Bettsville
- Bloomville
- New Riegel
- Republic

## CDP
- Bascom
- Flat Rock
- Fort Seneca
- Kansas
- Melmore
- Old Fort